# Generalny Inspektorat Nadzoru Bankowego
Generalny Inspektorat Nadzoru Bankowego (GINB) – organ wykonawczy nadzoru bankowego funkcjonujący w latach 1992–2007.

## Działalność

### Działalność w latach 1992–1997
Powołany w 1992 przez Prezesa Narodowego Banku Polskiego (NBP) w celu wykonywania nadzoru bankowego, będącego jednym z zadań banku centralnego. Podlegał bezpośrednio Prezesowi NBP i był jednostką organizacyjną banku. Pracami GINB kierował dyrektor GINB, jedyną osobą pełniącą to stanowisko była Ewa Śleszyńska-Charewicz.

### Działalność w latach 1997–2007
Po zmianie ustawy o NBP w 1997 GINB stał się organem wykonawczym Komisji Nadzoru Bankowego odpowiedzialnym za nadzór nad działalnością banków i mającym na celu zapewnienie bezpieczeństwa depozytów zgromadzonych w bankach oraz zapewnienie stabilności systemu bankowego, przy jednoczesnym zagwarantowaniu bankom wystarczającej elastyczności i swobody w podejmowaniu decyzji biznesowych oraz równych warunków i zasad uczestnictwa w rynku finansowym w zakresie podstawowych parametrów finansowych. Pracownicy GINB byli jednocześnie pracownikami NBP.
Instytucją kierował Generalny Inspektor Nadzoru Bankowego, powoływany oraz odwoływany przez Prezesa Narodowego Banku Polskiego, w uzgodnieniu z Ministrem Finansów. Pierwszym Generalnym Inspektorem Nadzoru Bankowego była Ewa Śleszyńska-Charewicz.  
W 2007 zlikwidowany a jego zadania zostały przejęte przez Komisję Nadzoru Finansowego (KNF).

## Generalni Inspektorzy Nadzoru Bankowego
- Ewa Śleszyńska-Charewicz (1992–2000)[4][9]
- Wojciech Kwaśniak (2000–2007)[9]
- Alfred Janc (2007)[9]